# 一本

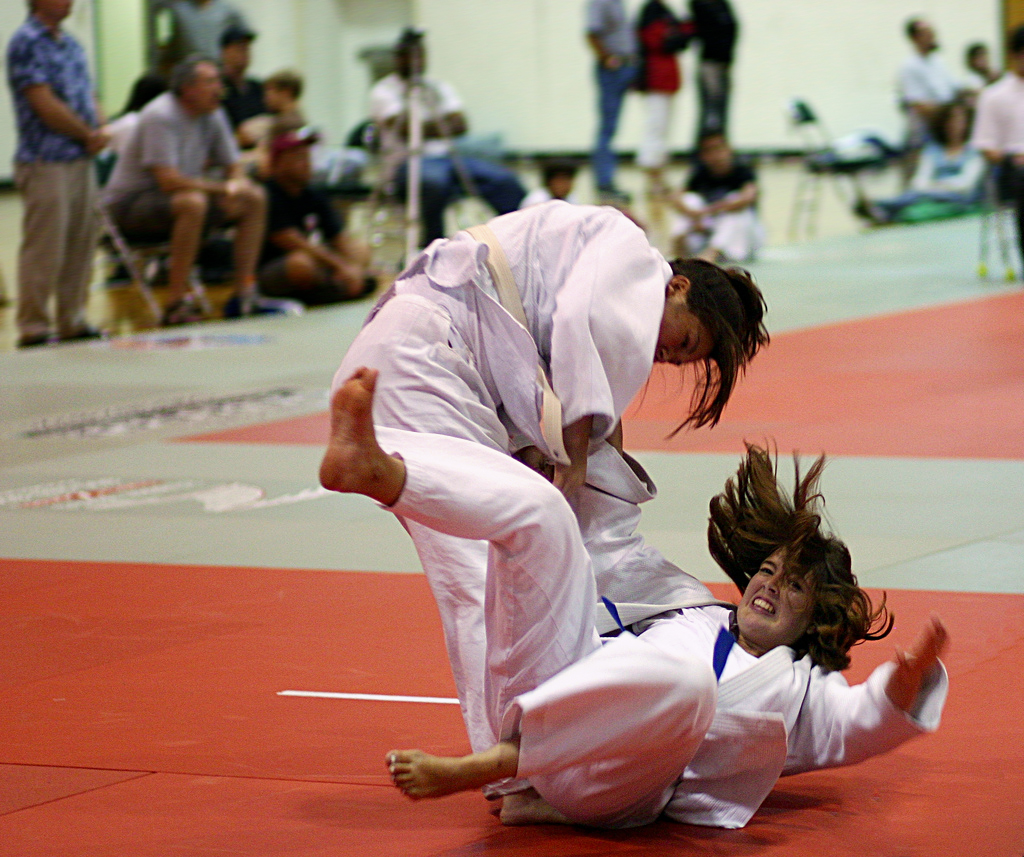
一本

一本（いっぽん）とは、武道、将棋、プロレス等、勝負ごとにおいて、ひと勝負ついた、決着がついたことである。

## 一般の「一本」
二本勝負、三本勝負もあるので、最終的な勝敗が決まったとは限らない。また、「Ｘ本勝負」と言った場合、Ｘ本先にとったほうが勝ちになるジャンルとプロレスなどＸ本の半分より大きな本数をとった場合に勝ちになるジャンルがある。
空手において、十分に威力のある突き・蹴りが極まる、もしくはノックダウンを喫した場合や立ち上がれない場合（ノックアウト）、剣道において、十分に威力のある打突が極まる、プロレスにおいてフォールをとられることなどで一本が成立する。
関節技、絞め技が認められる格闘技においてはタップアウトを奪うことも指す。

## 柔道の「一本」

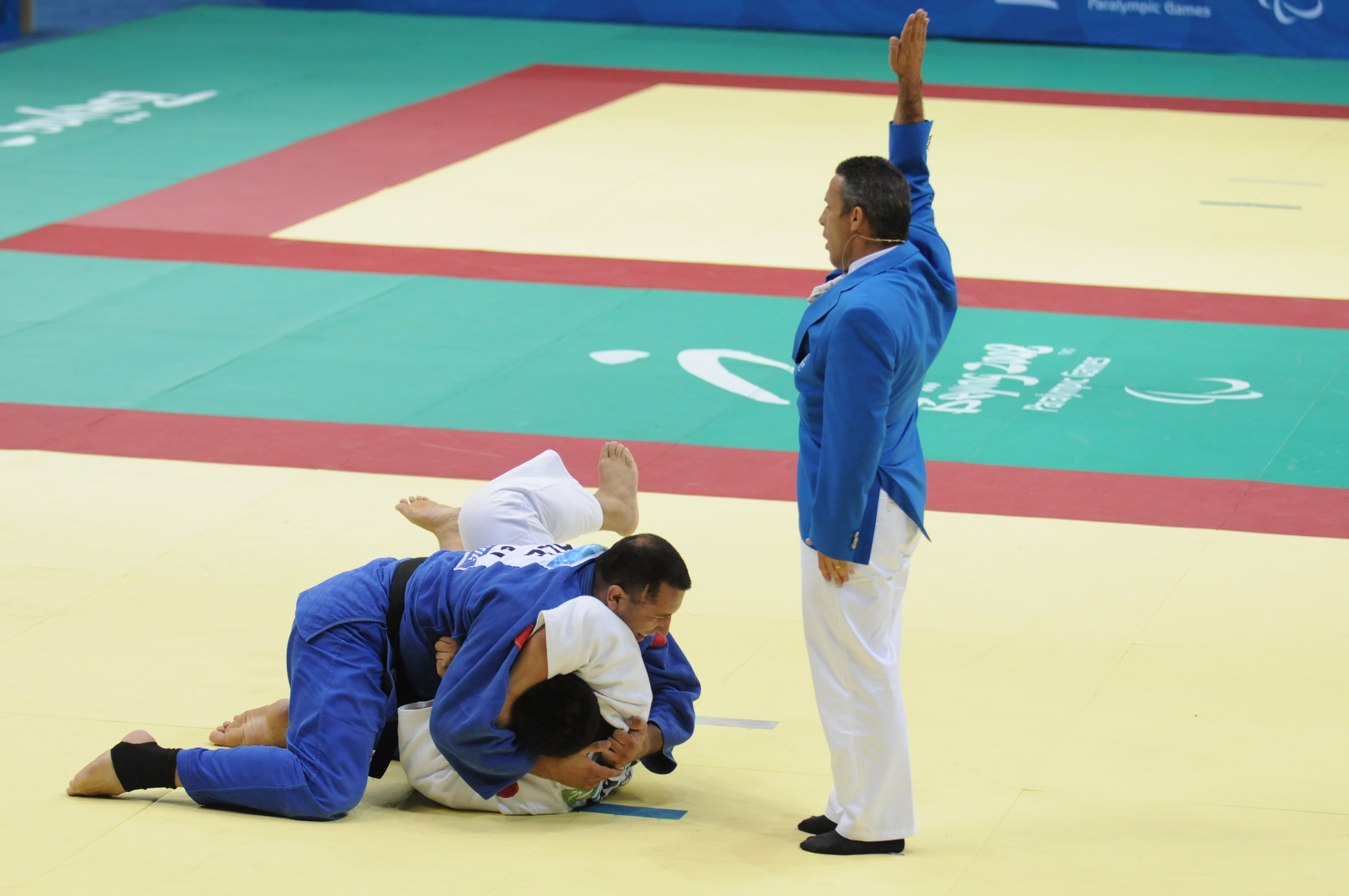
右手を真上に上げると柔道での一本のジェスチャー

柔道では、1897年、二本先取勝利の三本勝負であった。これは現在の試合を見ても分かる通り、一本勝負では必ずしも強い方が勝つとは限らないためである。嘉納治五郎の考えであった。

1900年、講道館柔道試合審判規定が制定された際も二本先取勝利の三本勝負であった。

大正時代初期に「二本勝負」と呼ぶようになった。

1916年、団体戦を中心に一部の試合で一本勝負が行われるようになった。

1925年、どちらかの競技者が一本をとった時点で、試合は終了する一本勝負となった。

### 判定基準
「一本」は、講道館柔道試合審判規定（日本国内ルール）と国際柔道連盟試合審判規定（国際ルール）の両方にあるが、両規定による判定基準は少し異なる。
また「技あり」をいくつか取った場合にも「一本勝ち」が宣告されることがある。「技あり、合せて一本」、「合わせ技一本」または「合わせて一本」などとも呼ばれる。

1900年、講道館柔道試合審判規定が制定された際は何回取ったら一本になるかの規定はなく審判の判断で技あり、合せて一本となった。

1925年、二つの技ありで技あり、合せて一本となった。

2017年、国際ルールでは技あり、合せて一本は廃止された。

2018年、国際ルールで二つの技ありで技あり、合せて一本が復活。
かつては、相手に「指導3」（または「警告」）および自分に「技あり」が与えられると「総合勝ち」（同23条）が宣告され、「一本勝ち」と同等の扱いとされたが、「総合勝ち」による勝敗決定は既に廃止されている。

#### 講道館柔道試合審判規定（日本国内ルール）
- 投げ技等において「技を掛けるか、相手の技をはずして、相当の勢い、あるいははずみで、だいたい仰向けに倒したとき」、または、先に「技あり」ポイントを持った状態で一本規定のどれか1つが欠けた、いわゆる「技あり規定をクリアしたとき」
- 抑え込みにおいて「30秒間抑え込んだとき」、または、先に「技あり」ポイントを持った状態で抑え込みにおいて「25秒間抑え込んだとき」
- 絞め技、関節技、抑込技において「相手が発声または合図によって、『参った』を表明したとき」
- 絞め技、関節技において「絞め技、関節技の効果が十分現れたとき」

これは選手が落ちる、脱臼、骨折した場合が相当する。かつてはここまで至らなくても審判の判断で見込み一本がとることができたが男子は1966年から、女子は1995年から国際ルールに合わせる形で原則、見込み一本はとらなくなった。

#### 国際柔道連盟試合審判規定（国際ルール）
- 投げ技等において「相手を制しながら相当な『強さ』と『速さ』をもって、『背中が大きく畳につくように』投げたとき」

相手がブリッジで着地した場合は一本とみなす
2014年、転がるように投げた時は一本から除外された
- 抑え込みにおいて「20秒間抑え込んだとき」

かつては25秒や30秒だった
- 絞め技、関節技、抑込技において「相手が発声または合図によって、『参った』を表明したとき」
- 絞め技、関節技の効果で選手に戦闘能力がなくなった場合

かつては「絞め技、関節技の効果が十分現れたとき」だったがこれに変わり、落ちた場合は一本になるが脱臼、骨折の場合は審判が戦闘能力があるとみなせば試合続行となった
- 試合者の一方が2回目の「技あり」をとったとき[3]

技ありポイントを持った状態で投げ技の技ありポイントを取ったとき、又は、抑え込みにおいて「10秒間抑え込んだとき」

## 剣道の「一本」
幕末期には十本勝負が通例とされていたが、明治時代に大日本武徳会で試合審判規定が制定され、三本勝負とされた。太平洋戦争中は真剣勝負を想定して一本勝負が奨励された。